# Junger Neuerer der Landwirtschaft
Das Abzeichen Junger Neuerer der Landwirtschaft war in der Deutschen Demokratischen Republik (DDR) eine nichtstaatliche Auszeichnung der Freien Deutschen Jugend (FDJ), welche 1954 gestiftet und bis 1960 an verdiente Rationalisatoren und Neuerer verliehen wurde.

## Aussehen
Das 36 mm hohe Abzeichen zeigt einen Mann sowie eine Frau, die auf eine Faltkarte blicken. Rechts neben diesen ist ein soeben gepflanzter junger Baum zu sehen. Im Hintergrund ist ein Traktor abgebildet. Die ganze Symbolik ist vor einem blauen Hintergrund eingebettet, die an ihrem oberen Rand in eine wehende FDJ-Flagge übergeht. Hinter dieser Flagge ist die rote Arbeiterfahne zu sehen. Der untere Rand des Abzeichens wird von einem gebogenen Schriftband geprägt, auf dem die zweizeilige Inschrift JUNGER NEUERER / DER LANDWIRTSCHAFT zu lesen ist. Dazwischen ist das FDJ-Symbol eingelassen. Der linke und rechte Rand des Abzeichens wird von zwei gebogenen Ährenzweigen gebildet, die an ihrem oberen Ende in die Flaggen der FDJ sowie der Arbeiterfahne übergehen.